# St. Martin (Rohr)

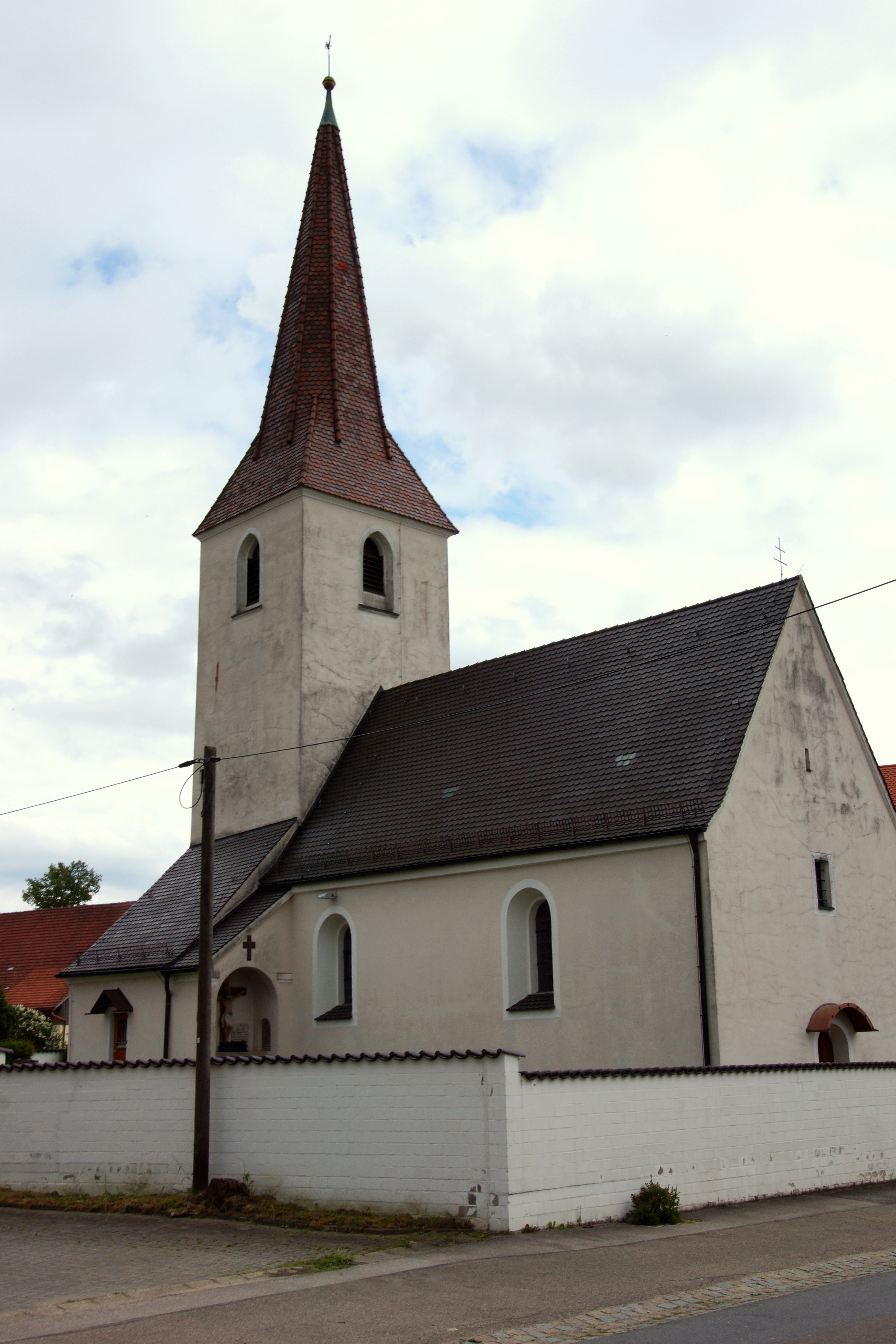
St. Martin (Rohr)

Die römisch-katholische, denkmalgeschützte Filialkirche St. Martin steht in Rohr, einem Gemeindeteil der Stadt Freystadt im Landkreis Neumarkt in der Oberpfalz. Die Kirche gehört zum Bistum Eichstätt. Das Bauwerk ist unter der Denkmalnummer D-3-73-126-103 als Baudenkmal in die Bayerische Denkmalliste eingetragen.

## Beschreibung
Die Ursprünge der romanischen Saalkirche gehen vermutlich in die Karolingerzeit zurück. Sie besteht aus einem Langhaus, das Ende des 19. Jahrhunderts nach Westen verlängert wurde, und einem Chorturm im Osten, der nach seiner Aufstockung mit einem Geschoss, das den Glockenstuhl beherbergt, mit einem spitzen Helm bedeckt wurde. An der Nordwand des Chorturms wurde die Sakristei angebaut. 
Der Innenraum des Langhauses ist mit einer Flachdecke überspannt, auf der sich nazarenische Fresken befinden. Der Innenraum des Chors, d. h. der des Erdgeschosses des Chorturms, ist mit einem Kreuzgewölbe bedeckt. Zur Kirchenausstattung gehört ein Hochaltar, der Mitte des 18. Jahrhunderts gebaut wurde, der seitlich von den Statuen des Johannes Evangelist und des Paulus flankiert wird. Auf dem Altarretabel ist der heilige Martin dargestellt. Auf der Brüstung der Empore sind der Salvator mundi und die zwölf Apostel zu sehen.